# Arrhenia baeospora
Arrhenia baeospora är en svampart som tillhör divisionen basidiesvampar, och som först beskrevs av Rolf Singer, och fick sitt nu gällande namn av Redhead, Lutzoni, Moncalvo och Rytas J. Vilgalys. Arrhenia baeospora ingår i släktet Arrhenia, och familjen trådklubbor. Arten har ej påträffats i Sverige.